# Spíleo (Grevená)

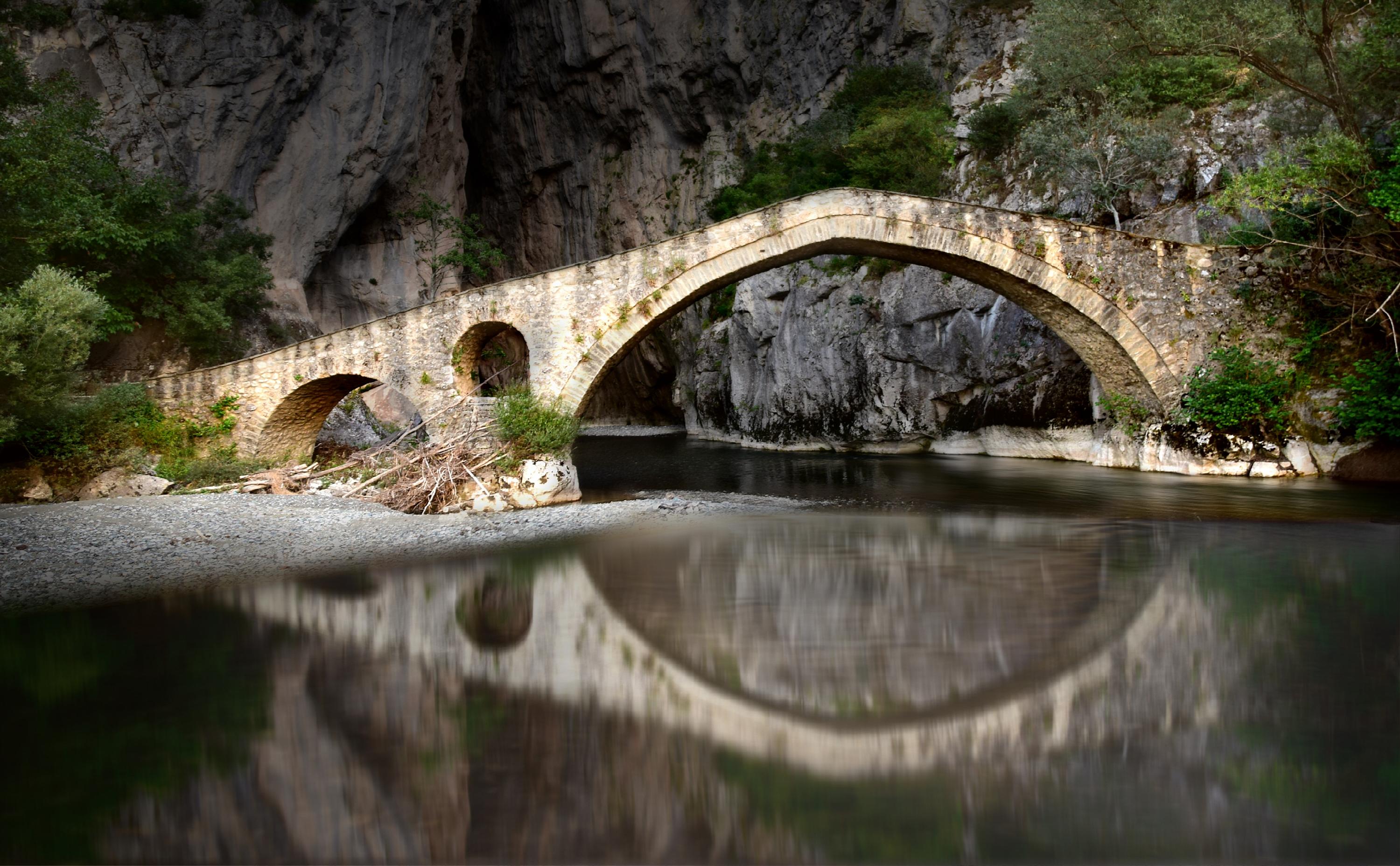
Γέφυρα της Πορτίτσας, près de Spíleo. Juillet 2016.

Spíleo, en grec moderne : Σπήλαιο, est un village du dème de Grevená, district régional de Grevená, en Macédoine-Occidentale, Grèce.
Selon le recensement de 2011, la population du village s'élève à 187 habitants.